# ShoMiz
ShoMiz was een professioneel worsteltag-team dat actief was in de World Wrestling Entertainment (WWE).
Het team bestond uit Big Show en The Miz.

## Prestaties
- World Wrestling Entertainment
  - Unified WWE Tag Team Championship
    - WWE World Tag Team Championship (1 keer)
    - WWE Tag Team Championship (1 keer)